# Basacantha paucistachys
Basacantha paucistachys är en mångfotingart som först beskrevs av Imre Loksa 1967.  Basacantha paucistachys ingår i släktet Basacantha och familjen Chelodesmidae. Inga underarter finns listade i Catalogue of Life.